# Feistritztalbahn
La Feistritztalbahn è una linea ferroviaria dell'Austria a scartamento bosniaco (760 mm) lunga 24 km che collega Weiz, sulla ferrovia Gleisdorf-Weiz, e Birkfeld nella Stiria.

## Storia
La linea venne costruita dalla Lokalbahn AG, Weiz-Birkfeld e aperta all'esercizio ferroviario nel 1911. Durante la prima guerra mondiale venne previsto un proseguimento su Ratten per raggiungere una miniera di carbone; la tratta venne completata nel 1922 e rimase in uso fino al 1930. Dal 1942 venne statalizzata e continuò ad essere usata anche per il servizio merci fino agli anni sessanta quando il traffico iniziò a calare drasticamente. All'inizio degli anni settanta venne tentata una modernizzazione con l'impiego di locomotive diesel e per il rilancio del traffico passeggeri turistico venne previsto un treno a vapore; il servizio merci rimase solo tra Weiz e Oberfeistritz ad uso della multinazionale Rio Tinto. Il percorso è tuttora (2011) usato per l'intera tratta da un treno museo a vapore durante il periodo estivo.

## Caratteristiche

### Percorso

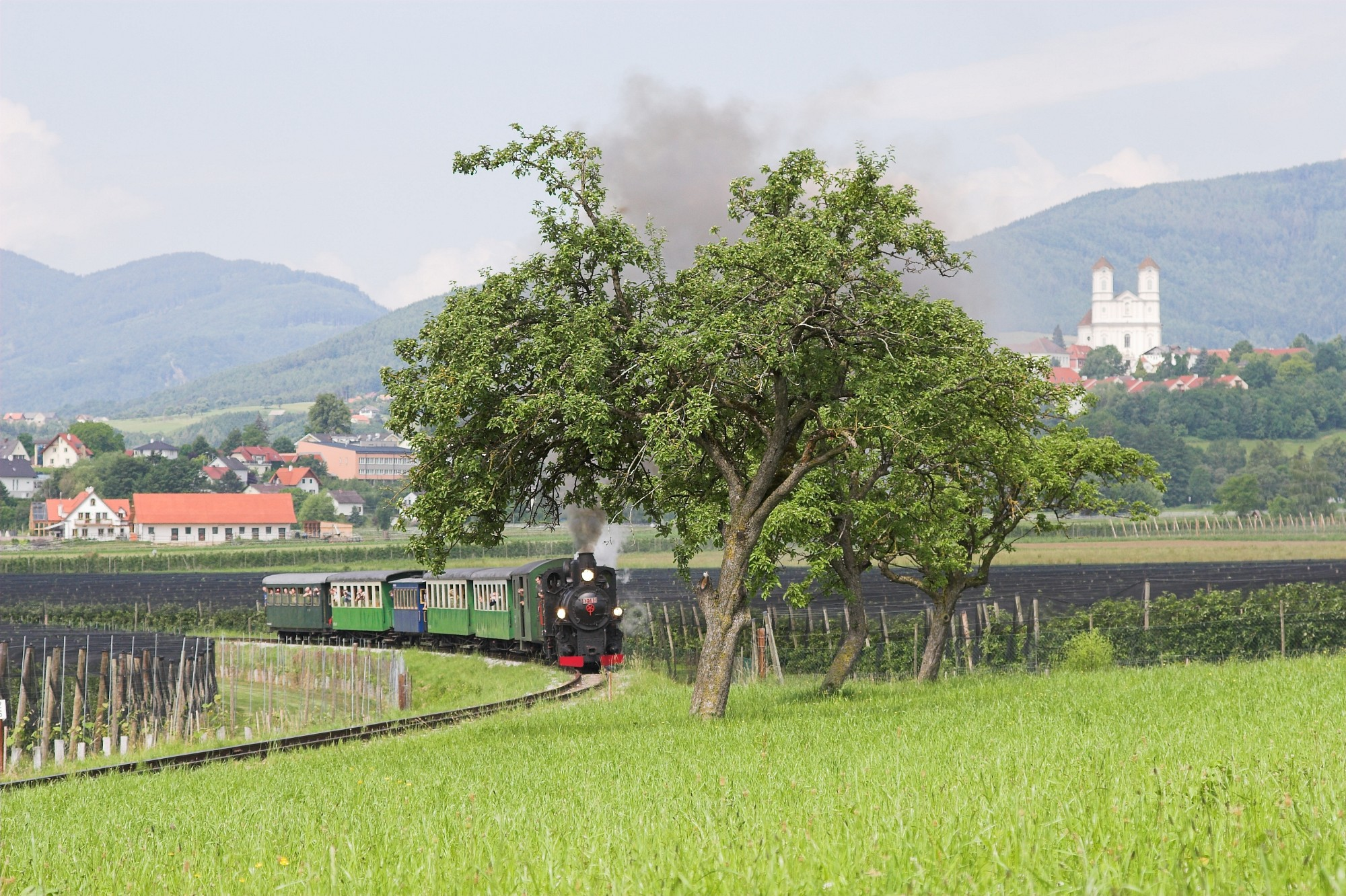
Treno a vapore in prossimità di Weiz

| Head station |

| Enter and exit tunnel |

| Stop on track |

| Unknown route-map component "ABZgr" |

| Stop on track |

| Enter and exit short tunnel |

| Stop on track |

| Enter and exit short tunnel |

| End station |

| Unknown route-map component "exHST" |

| Unknown route-map component "exHST" |

| Unknown route-map component "exHST" |

| Unknown route-map component "exHST" |

| Unknown route-map component "exHST" |

| Unknown route-map component "exKBHFe" |